# Acción Republicana Democrática Española

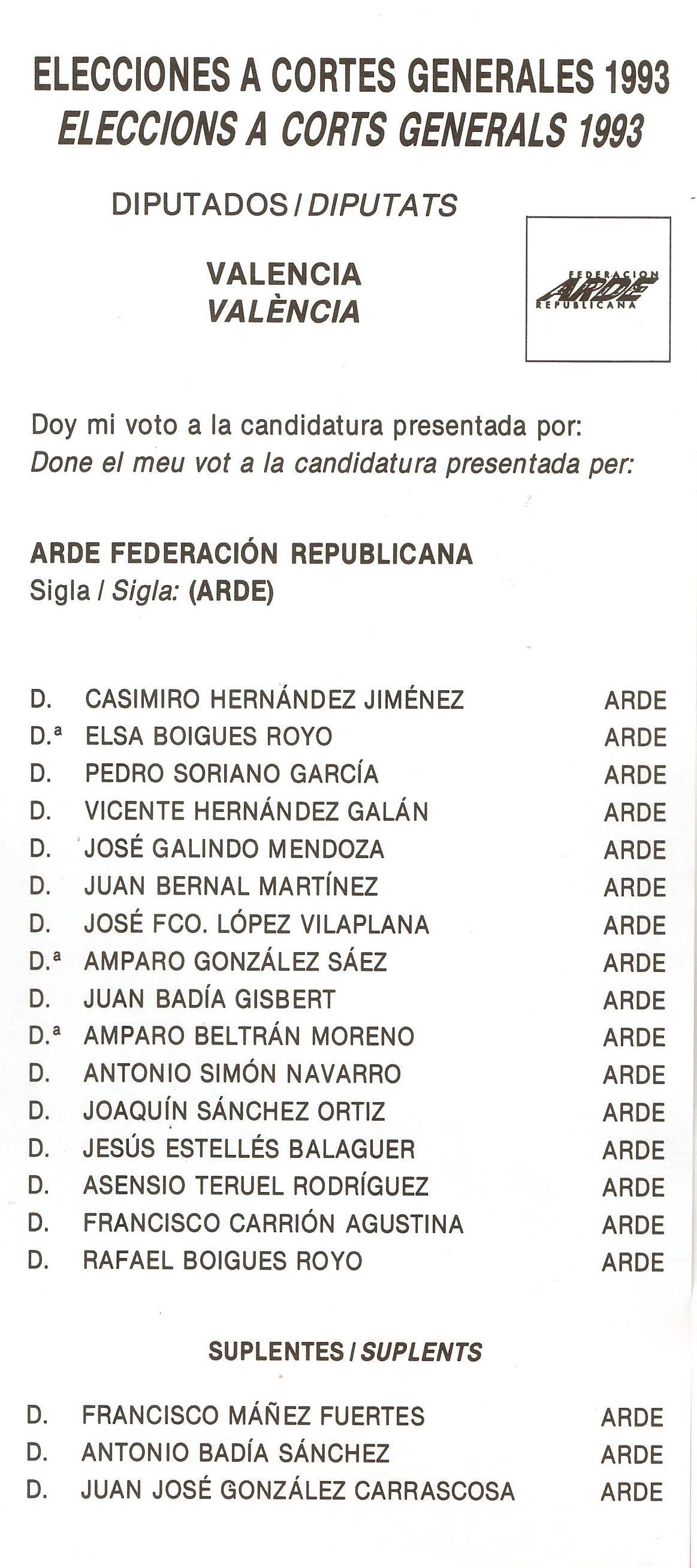
Papeleta electoral de ARDE

Acción Republicana Democrática Española (ARDE) es un partido político español creado en el exilio en julio de 1960 como resultado de la fusión el año anterior de Izquierda Republicana y Unión Republicana, los dos partidos republicanos de mayor importancia durante la Segunda República Española. En la actualidad su presencia y actividad son muy exiguas, si bien mantienen una pequeña representación a nivel local, como en el caso de Segorbe (Castellón).

## Historia

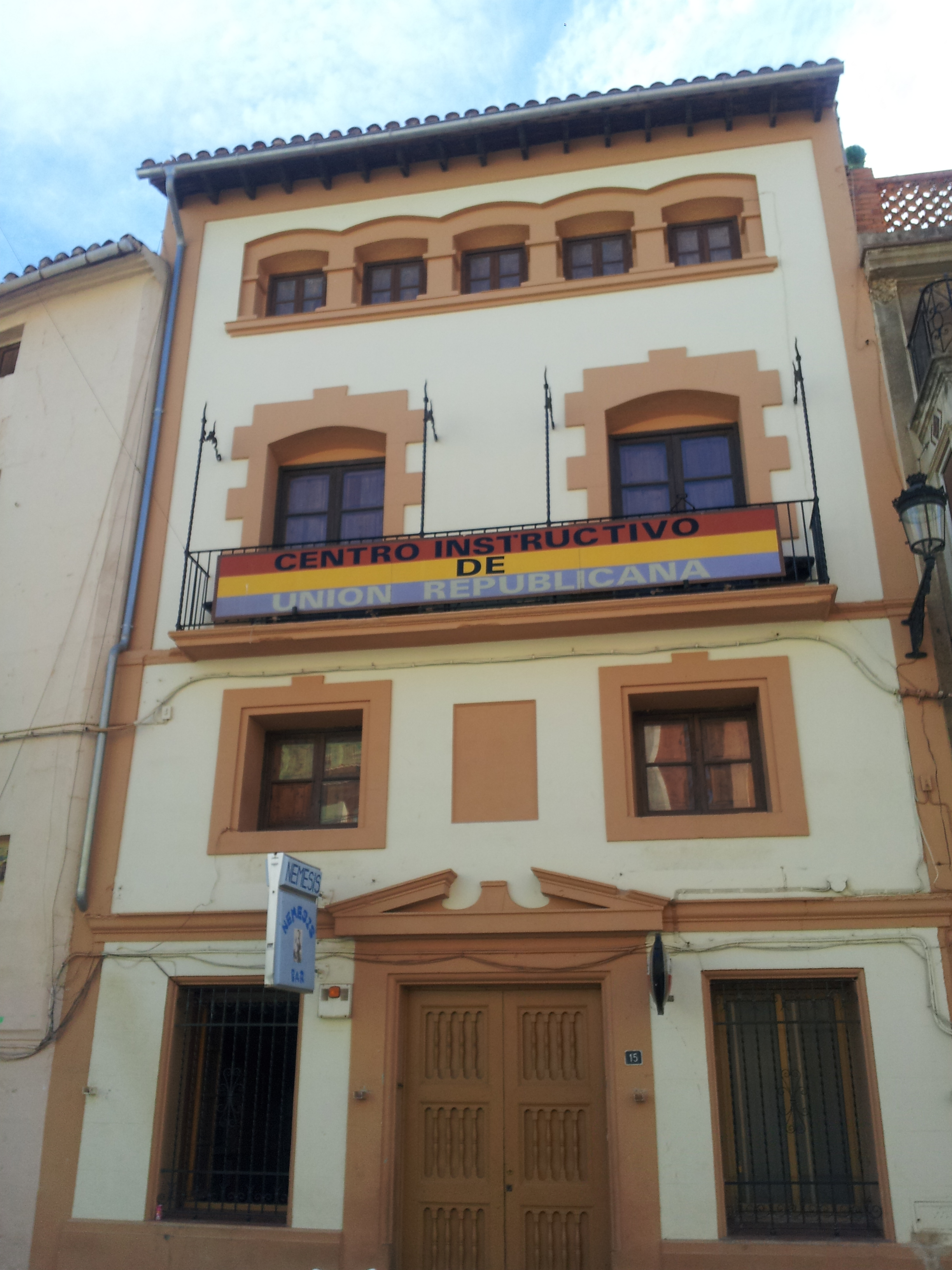
Sede de ARDE en Segorbe.

El contexto en el que se produjo la fusión de ambos partidos fue el de la crisis en el exilio republicano causado por la admisión de España en la ONU en diciembre de 1955. El gobierno de la República, presidido por Félix Gordón Ordás, había iniciado el acercamiento a otras fuerzas de la oposición, tanto del interior como del exilio, pero después del reconocimiento internacional del régimen franquista las posibilidades reales de la oposición del exilio habían quedado muy reducidas y a eso se le unían las disensiones internas entre los distintos grupos de oposición. En el exilio en México, los partidos Izquierda Republicana y Unión Republicana se habían convertido en el principal apoyo del Gobierno en el exilio de la República. Izquierda Republicana se disolvió como tal en julio de 1959, junto con Unión Republicana para dar paso a la fusión de ambas organizaciones en Acción Republicana Democrática Española, aunque algunos de los exiliados en México nunca reconocieron la fusión. Entre algunos de sus fundadores se encontraban personalidades como Carlos Esplá, Claudio Sánchez-Albornoz, Fernando Valera o José Maldonado González, el que años más tarde se convertiría en el último Presidente de la República en el exilio.
En 1960 tuvo lugar en París el congreso fundacional, celebrado los días 16 a 18 de julio, y donde se concretaron los principales puntos de actuación: supresión de la dictadura franquista y transición a un sistema democrático; final auténtico de la guerra civil; el restablecimiento de las libertades; la celebración de unas elecciones libres en las que los españoles decidieran su forma de gobierno. Desde el primer momento se intentó establecer contacto y colaboración con el conjunto de las fuerzas antifranquistas, pero la realidad era que su presencia y/o influencia fueron muy escasas durante toda la etapa franquista.
Con la aprobación de la Ley de Reforma Política en la España de 1976, tras la muerte del dictador, trató de inscribirse en el registro de partidos políticos para poder concurrir en las primeras elecciones democráticas, las de 1977, sin conseguirlo. No obstante, quedó finalmente inscrito el 2 de agosto de 1977. Sí concurrió a las elecciones municipales de 1979, aunque obtuvo pobres resultados a nivel nacional. La excepción fue la ciudad de Segorbe, donde logró el segundo puesto en número de votos por lo que, con el apoyo del PSOE, consiguió el primer alcalde republicano que gobernó un municipio español desde la época de la Segunda República. En la siguiente convocatoria electoral municipal consiguió ser el partido más votado en dicha localidad castellonense. Lo cierto es que desde el principio la actividad del partido fue muy exigua, limitándose como mucho a algunos municipios como el ya citado Segorbe, Alicante o Elche, todos de la Comunidad Valenciana, y además se encontraba en medio de numerosas disputas internas.
En septiembre de 1977 se celebró en Madrid el primer Congreso Nacional de ARDE en España, y en junio de 1978 tuvo lugar otro congreso, donde se trataron temas de actualidad en aquel momento como la cuestión regional, los Pactos de la Moncloa o la redacción de la nueva Constitución. No obstante, su presencia entre la sociedad siguió siendo casi inexistente y después de 1982, tras el tsunami electoral del PSOE, su actividad prácticamente desapareció de toda España.

### En la actualidad
A día de hoy, parece haberse integrado en el llamado Club Republicano junto a otros partidos de este signo entre los que se encuentran Grupo Tercera República Española, Liberales por la República y Progresistas Federales.[cita requerida] Sigue manteniendo una cierta presencia en la localidad castellonense de Segorbe, a pesar de que su posición allí se ha reducido mucho pero mantuvo un representante en el Ayuntamiento hasta 2015. Comparte protagonismo, sede y página web con otro partido político registrado en 1986, Unión Republicana.
Desde 2013 se presenta a las diferentes elecciones integrado en el partido político Alternativa Republicana.
Alternativa Republicana (ALTER) es un partido político de España, de ideología republicana, creado a partir de la fusión de Acción Republicana Democrática Española (ARDE), antiguos militantes de Izquierda Republicana (IR), el Partit Republicà d'Esquerra (PRE-IR) y Unión Republicana (UR).